# جان لاپتون
جان لاپتون (انگلیسی: John Lupton؛ ۲۳ اوت ۱۹۲۸ – ۳ نوامبر ۱۹۹۳) یک هنرپیشه اهل ایالات متحده آمریکا بود.

## درگذشت
لاپتون در 3 نوامبر 1993 در سن 65 سالگی درگذشت.